# Gajan, Gard
Gajan là một xã trong tỉnh Gard thuộc vùng Occitanie, phía nam nước Pháp. Xã Gajan, Gard nằm ở khu vực có độ cao trung bình 98 mét trên mực nước biển.